# Rodney Shakespeare
Rodney Shakespeare är en brittisk professor, analytiker och ekonom och har en magisterexamen från Universitetet i Cambridge. Han är en välkänd presentatör och föreläsare, särskilt vid konferenser som handlar om pengar, den reala ekonomin och social och ekonomisk rättvisa.